# Кете Келер
Кете Келер (нім. Käthe Köhler, 10 листопада 1913) — німецька стрибунка у воду.
Бронзова медалістка Олімпійських Ігор 1936 року.